# Les Salelles (Lozère)
Les Salelles è un comune francese di 155 abitanti situato nel dipartimento della Lozère nella regione dell'Occitania.

## Società

### Evoluzione demografica
Abitanti censiti